# 대구 동화사 대웅전
대구 동화사 대웅전(大邱 桐華寺 大雄殿)은 대한민국 대구광역시 동구, 동화사에 있는 조선시대의 불전이다. 2008년 4월 28일 대한민국의 보물 제1563호로 지정되었다.

## 개요
동화사는 신라시대에 지어진 후 8차례에 걸쳐서 새로 지었으며, 대웅전 또한 여러 차례 다시 지은 것이다. 지금 있는 대웅전은 조선 후기인 영조 3년(1727)에서 영조 8년(1732)에 지은 것으로 추정한다.
대웅전은 이 절의 중심 건물로 앞면 3칸·옆면 3칸 규모이며 지붕은 옆면에서 볼 때 여덟 팔(八)자 모양을 한 팔작지붕이다. 지붕 처마를 받치기 위해 장식하여 만든 공포는 기둥 위와 기둥 사이에도 있는 다포 양식이다. 문짝은 여러 가지 색으로 새긴 꽃잎을 장식해 놓은 소실꽃살창을 달았다. 또한 기둥은 다듬지 않은 나무를 그대로 사용해서 건물의 안정감과 자연미를 나타내고 있다.

## 보물 승격사유
1992년 동화사 정밀실측조사시 종도리하부에서 발견된 3종의 상량문에 의하면, 493년 신라 보조화상이 유가사로 창건하고 772년 신라 심지왕사가 재창하여 사명을 동화사로 개칭한 후 여러 차례 중창이 있었으며, 옹정 5년(1727)에 화재로 소실된 법당을 중창하여 현재에 이르고 있다.
정면 3칸, 측면 3칸 규모의 평면에 외3출목, 내5출목 다포계 겹처마팔작지붕 건물로서 공포, 창호 등에서 장식적인 조선후기의 시대적 수법을 잘 지니고 있다.
이처럼 동화사 대웅전은 상량문을 바탕으로 건물의 중창년대가 조선후기로 명확하며, 특히 북쪽의 승장(僧匠)과 재목으로 건립된 건물이라는 내력과 창호의 조성연혁 등으로 볼 때 국가지정문화재(보물)로서의 역사적·예술적·학술적 가치가 충분하다락문

## 현지 안내문
동화사는 신라시대 때 창건된 이후 오늘날까지 8번 중창되었다. 대웅전도 여러 차례 다시 지었는데, 지금의 대웅전은 1727년(영조 3)에서 1732(영조 8) 사이에 건립된 것으로 추정된다. 절의 가장 중심적 위치에 자리 잡고 있는 대웅전은 기둥과 기둥 사이에 지붕을 받치는 여러 개의 포가 놓인 다포식 건축이다. 내부 불단 웨에는 삼세불상(三世佛像)인 석가모니여래, 아미타여래, 약사여래를 봉안하였다. 그리고 그 위로는 닫집이 화려하게 꾸며져 있다. 특히 주목할 수 있는 것은 대웅전 정면의 문짝에 새겨진 꽃살문으로 이는 부처님께 꽃을 공양한다는 불교적인 의미를 담고 있다. 또한 가공하지 않은 아름드리나무를 기둥으로 사용하여 시각적으로 자연미와 함께 건물의 안정감도 살펴볼 수 있다.

## 특징
1. ↑  문화재청고시 제2008-35호, 《국가지정문화재(보물) 지정》, 문화재청장, 관보 제16739호 112쪽, 2008-04-28
2. ↑  닫집 : 천래(天蓋)라고도 한다. 대승경전(大乘經典)에 "부처님의 백호(白毫)가 칠보(七寶)의 대개(大蓋)로 변하여 하늘을 가렸다"는 구절이 있는데, 이는 석가모니 설법 시에 햇볕을 가리기 위하여 산개를 사용한 것이 후에 불상조각에 받아들여져 닫집이 된 것으로 추정된다.
3. ↑  현지 안내문 인용

## 소유,기타
- 동화사

| 분야             | 종교/불교, 문화유산/유형 유산          |
| 유형             | 유적/건물                              |
| 지역             | 대구광역시 동구 동화사1길 1[도학동 35] |
| 시대             | 조선/조선 후기                         |
| 문화재 지정 일시 | 2008년 4월 28일, 2021년 11월 19일      |
| 문화재 지정 번호 | 보물                                   |
| 출처             | 디지털대구문화대전-대구 동화사 대웅전  |

## 참고 자료
- 대구 동화사 대웅전 - 국가유산청 국가유산포털